# Justo Molinero Calero

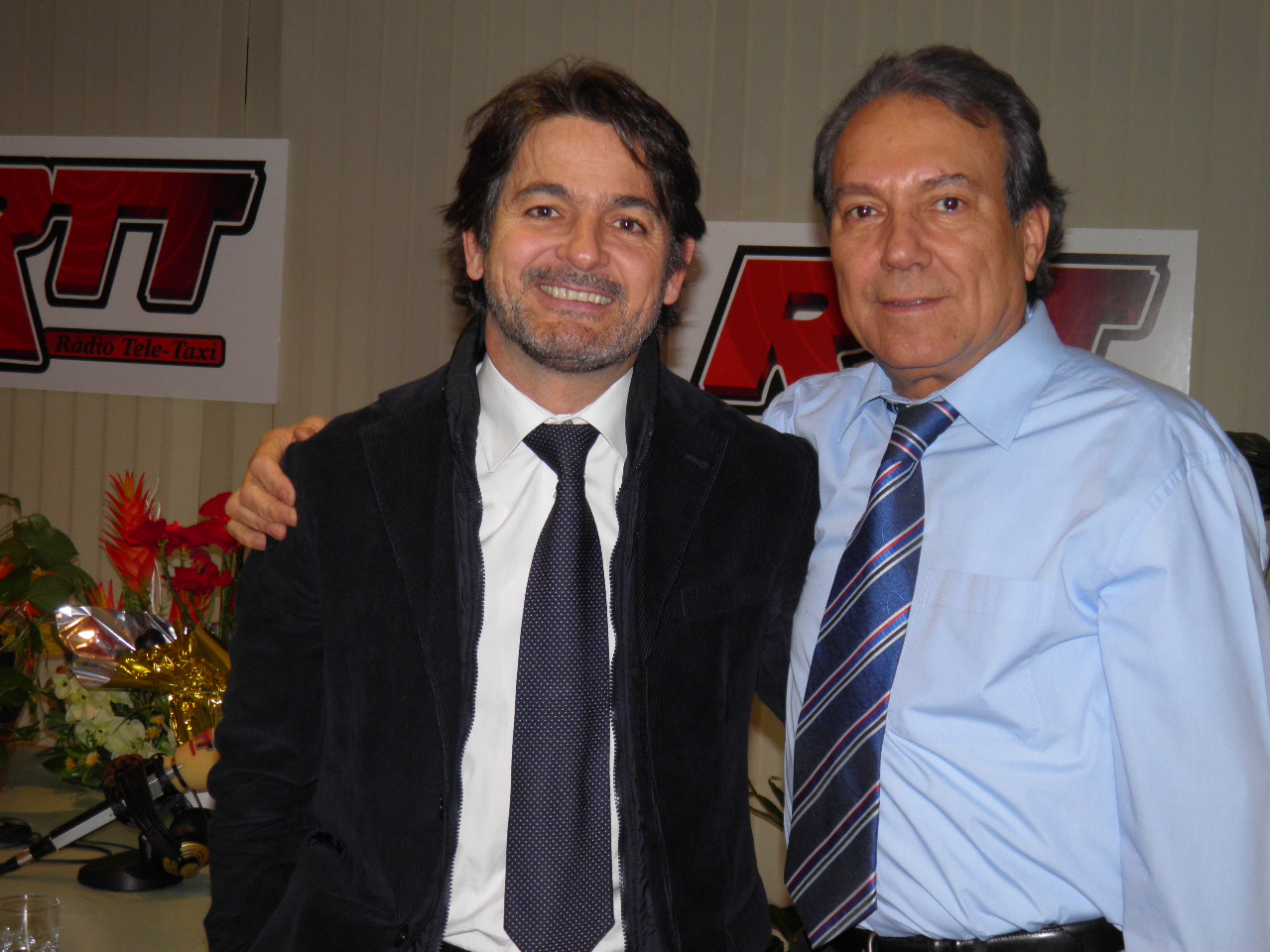
Justo Molinero en una entrevista a Oriol Pujol

Justo Molinero Calero (Villanueva de Córdoba,  Còrdova, Andalusia, 1949) és un locutor de ràdio, presentador de televisió i empresari de la comunicació català. Presideix el Grup TeleTaxi, que gestiona les emissores Radio TeleTaxi i Radio RM, el canal Teletaxi TV, i també la companyia discogràfica Moval Music.

## Biografia
Tot i que va néixer al municipi andalús de Villanueva de Córdoba, el 1967 va emigrar, com molts  andalusos de l'època, a la recerca de treball a Catalunya, on va exercir de mecànic i, posteriorment, de taxista. El 1982, de cara al Mundial de Futbol, va posar en marxa Radio TeleTaxi, una emissora de ràdio originalment destinada als companys taxistes. L'emissora, amb seu a Santa Coloma de Gramenet, va seguir emetent fins a les darreries de 1986, quan va ésser clausurada perquè no disposava de llicència administrativa. Un any després, Molinero i gran part del seu equip van reprendre l'activitat després d'adquirir l'emissora RM Ràdio de Mataró. El 1992, va obtenir una llicència per emetre en  FM, el que va suposar el ressorgiment de Radio TeleTaxi.
Durant els anys noranta, Radio TeleTaxi va viure un gran creixement, afegint noves freqüències que li van permetre cobrir el Principat de Catalunya i el País Valencià i també d'altres territoris com Aragó.
Posteriorment va donar el salt a la televisió local amb la creació de Teletaxi TV i, finalment, creà el seu propi segell discogràfic: Moval Music.
Actualment dirigeix i presenta el magazín matinal El Jaroteo, espai degà de Radio TeleTaxi, i el programa d'entrevistes Qui és qui a Teletaxi TV.
El 2006 va rebre el Premi Ondas en reconeixement d'«una àmplia tasca professional i empresarial a la ràdio espanyola i com a creador d'un format musical innovador, que ha aconseguit una gran audiència i seguiment dels oients».
El 2008 participà com a jurat en el concurs musical Hijos de Babel de la Televisió Espanyola.
La seva popularitat ha fet que sigui un dels personatges parodiats per Carlos Latre al programa Polònia de Televisió de Catalunya.

## Premis
- 2002: Premi Ràdio Associació de Catalunya «pels seus 20 anys de comunicació, interrelació i d'integració entre la diversitat cultural que conviu en una mateixa comunitat: Catalunya».
- 2006: Premi Especial de Ràdio 2006 atorgat per l'Associació Professional Espanyola d'Informadors de Premsa, Ràdio i Televisió.
- 2006: Premi Ondas 2006 a la trajectòria professional més destacada.
- 2007: Premi Catalunya de Comunicació que atorga l'Associació Catalana de Comunicació i Relacions Públiques.
- 2007: Premi Primer de Maig que atorguen la Fundació Josep Comaposada i la Fundació Rafael Campalans.
- 2008: Premi a la tasca en mitjans de comunicació de la Federació d'Entitats Andaluses a Catalunya.